# Romain Métanire
Romain Métanire, né le 28 mars 1990 à Metz en France, était un footballeur international malgache qui joue au poste de défenseur.

## Carrière

### En club

#### FC Metz
Né à Metz, Romain Métanire signe sa première licence au FC Metz à l’âge de sept ans. Il y gravit progressivement les échelons jusqu'à la signature de son premier contrat professionnel en 2010. Dès la saison 2011-2012, il s'impose comme un élément clef de l’arrière-garde messine, étant notamment l’homme le plus utilisé par Albert Cartier lors de la saison 2012-2013 en National. La saison suivante, ses prestations en Ligue 2 lui permettent de figurer dans l’équipe-type des trophées UNFP de l’exercice 2013-2014.

#### KV Courtrai
Malgré son statut d'historique au sein du club messin, il doit faire face à la concurrence d'Ivan Balliu et Jonathan Rivierez alors que le club s'apprête à retrouver la Ligue 1. Il part ainsi relever un nouveau défi en première division belge lors de l'été 2016, rejoignant le KV Courtrai pour un contrat de 3 ans. L'expérience y sera de courte durée, confiant alors que « le championnat belge est spécial, différent des compétitions françaises ».

#### Stade de Reims
Il retrouve la France dès janvier 2017, s'engageant en faveur du Stade de Reims, évoluant en Ligue 2, retrouvant « un championnat qui lui correspond parce qu’il y a pas mal de duels et une certaine intensité physique ». Il est l'un des acteurs de la montée du club en Ligue 1 au terme de la saison 2017-2018, ne manquant qu'une rencontre de championnat sur l'ensemble de la saison. 

#### Minnesota United
En janvier 2019, il est transféré aux États-Unis, au Minnesota United pour 3 ans. Ce qui fait de lui le premier joueur malgache à jouer en MLS. Il est sélectionné pour prendre part au match des étoiles de la MLS le 1er août 2019 face à l'Atlético Madrid où il dispute la seconde mi-temps. Le 28 août, il est titulaire lors de la finale de la Coupe des États-Unis durant laquelle son club s'incline face à Atlanta United (défaite 2-1). Le 14 novembre 2022, au terme de la saison 2022, Minnesota United annonce que son contrat n'est pas renouvelé.

### Carrière internationale
Il fait ses débuts pour la sélection de Madagascar contre le Sénégal, le 11 août 2018.
Il participe à la CAN 2019 où il est titulaire dans tous les matchs de sa sélection. Lors des 8es de finale contre la RD Congo, il fait une passe décisive à Faneva Andriatsima à la 77e minute et marque également aux tirs au but.

## Statistiques
| Saison                | Club                  | Championnat           | Championnat | Championnat | Coupe nationale | Coupe nationale | Coupe de la Ligue | Coupe de la Ligue | Séries | Séries | Madagascar | Madagascar | Total | Total |
| Saison                | Club                  | Division              | M.          | B.          | M.              | B.              | M.                | B.                | M.     | B.     | M.         | B.         | M.    | B.    |
| 2010-2011             | FC Metz               | Ligue 2               | 3           | 0           | 1               | 0               | -                 | -                 | -      | -      | -          | -          | 4     | 0     |
| 2011-2012             | FC Metz               | Ligue 2               | 32          | 0           | 2               | 0               | 1                 | 0                 | -      | -      | -          | -          | 35    | 0     |
| 2012-2013             | FC Metz               | National              | 36          | 0           | 4               | 0               | 3                 | 0                 | -      | -      | -          | -          | 43    | 0     |
| 2013-2014             | FC Metz               | Ligue 2               | 33          | 0           | 1               | 0               | 1                 | 0                 | -      | -      | -          | -          | 35    | 0     |
| 2014-2015             | FC Metz               | Ligue 1               | 34          | 0           | 1               | 0               | 1                 | 0                 | -      | -      | -          | -          | 36    | 0     |
| 2015-2016             | FC Metz               | Ligue 2               | 23          | 2           | 2               | 0               | 1                 | 0                 | -      | -      | -          | -          | 26    | 2     |
| Sous-total            | Sous-total            | Sous-total            | 161         | 2           | 11              | 0               | 7                 | 0                 | -      | -      | -          | -          | 179   | 2     |
| 2016-2017             | KV Courtrai           | Jupiler Pro League    | 18          | 0           | 3               | 0               | -                 | -                 | -      | -      | -          | -          | 21    | 0     |
| 2016-2017             | Stade de Reims        | Ligue 2               | 17          | 0           | -               | -               | -                 | -                 | -      | -      | -          | -          | 17    | 0     |
| 2017-2018             | Stade de Reims        | Ligue 2               | 37          | 0           | 2               | 0               | 1                 | 0                 | -      | -      | -          | -          | 40    | 0     |
| 2018-2019             | Stade de Reims        | Ligue 1               | 5           | 0           | -               | -               | 1                 | 0                 | -      | -      | 3          | 0          | 9     | 0     |
| Sous-total            | Sous-total            | Sous-total            | 59          | 0           | 2               | 0               | 2                 | 0                 | -      | -      | 3          | 0          | 66    | 0     |
| 2019                  | Minnesota United      | MLS                   | 27          | 1           | 2               | 0               | -                 | -                 | 1      | 0      | 10         | 0          | 40    | 1     |
| 2020                  | Minnesota United      | MLS                   | 21          | 0           | -               | -               | -                 | -                 | 2      | 0      | 2          | 0          | 25    | 0     |
| 2021                  | Minnesota United      | MLS                   | 29          | 0           | -               | -               | -                 | -                 | 1      | 0      | 8          | 0          | 38    | 0     |
| 2022                  | Minnesota United      | MLS                   | 1           | 0           | 0               | 0               | -                 | -                 | 0      | 0      | -          | -          | 1     | 0     |
| Sous-total            | Sous-total            | Sous-total            | 78          | 1           | 2               | 0               | -                 | -                 | 4      | 0      | 20         | 0          | 104   | 1     |
| Total sur la carrière | Total sur la carrière | Total sur la carrière | 316         | 3           | 18              | 0               | 9                 | 0                 | 4      | 0      | 23         | 0          | 370   | 3     |

## Palmarès
FC Metz 'B'
- Champion de CFA 2 (Groupe C) en 2010

 FC Metz
- Champion de Ligue 2 en 2014

 Stade de Reims
- Champion de Ligue 2 en 2018